# Comadur
Comadur S.A. — швейцарская компания, специализируется на обработке твёрдых сплавов, керамики, драгоценных камней. Входит в состав The Swatch Group Ltd.

## История
Компания Comadur была основана в городе Le Locle, путём слияния нескольких компаний, занимающихся производством твёрдых материалов для часовой промышленности. Основной специализацией компании является обработка твёрдых материалов, таких как сапфиры, рубины, керамика и др.

## Производство
Компания Comadur занимается производством и обработкой твёрдых материалов и выпускаемой продукцией являются сапфировые стекла для часов, корпуса из твёрдых сплавов и керамики, керамические компоненты, износостойкие подшипники для часовых механизмов, часовые камни.
Кроме того, продукция компании используется повсеместно в нашей жизни — от телекоммуникаций до медицинской техники. Применяется для улучшения качества звучания, изображения, чтения данных с различных носителей, используется в автомобилях и самолётах.